# 周家河站
周家河站位于中华人民共和国湖北省武汉市汉南区武汉经济技术开发区，是武汉地铁16号线的地铁车站。

## 车站构造
周家河站位于沿纱帽大道与金城路交叉口南侧,沿南北向纱帽大道敷设。车站主体为路中高架三层侧式站台，路侧结合车站附属用房设置物业开发。车站主体长约155.2m，标准段宽度为23.6m，主体建筑高度约为19.9米。车站附属用房长约84.9m，宽度约为26.4m，高度为20.5m。设置四个出入口。

### 车站出口
|                                                 |            |      |  |
| 出口編號                                        | 設施       | 照片 |  |
| A                                               | （未开放） |      |  |
| B                                               |            |      |  |
| C₁                                              |            |      |  |
| C₂                                              |            |      |  |
| D                                               | （未开放） |      |  |
| 注： 設有升降機 \| 設有輪椅升降台 \| 設有洗手間 |            |      |  |

## 邻近地区
时代海伦堡印记。

### 内部链接
- 武汉地铁车站列表